# Bardaci
Bardaci (cyr. Бардаци) – wieś w Bośni i Hercegowinie, w Republice Serbskiej, w gminie Teslić. W 2013 roku liczyła 288 mieszkańców.